# Shift 키
시프트 키(Shift key)는 자판 왼쪽 끝 밑에서 두 번째 줄에 있거나, 같은 줄의 방향 키 왼쪽에 있는 키이다. 대문자나 기타 윗글쇠를 입력할 수 있는 수정 키(modifier key)로 쓰인다.

## 역사
Shift는 옮기다라는 뜻을 가지고 있는 영어로, 타자기의 자판에서 유래되었다. 타자기가 발명된 유럽에서 쓰이는 언어는 대문자와 소문자로 나뉘어져 있다. 유럽에서 대문자로 된 타자기만을 사용하다가 레밍턴사(E. Remington and Sons)에서 1878년에 No. 2 Type을 출시하면서 소문자와 대문자를 바꾸는 Shift 키로 처음 도입하였다.

## 영향
키보드에서, 개별적인 글쇠의 윗부분은 보통 입력할 수 없으나, ⇧ Shift키와 같이 누를 경우 윗부분 글쇠가 켜진다.

### 한글
두벌식 글자판에서 - '빨래'란 단어를 쓸 경우 Shift+ㅂ을 눌러 ㅃ을 입력하고 ㅏㄹㄹㅐ를 순서대로 쓴다.
세벌식 최종 글자판에서 - '잃어버렸다'를 쓸 경우 ㅇㅣ를 순서대로 입력하고 Shift+ㅐ를 눌러 ㅀ(종성)을 입력한 뒤 ㅇㅓㅂㅓㄹㅕㅆ(종성)ㄷㅏ를 순서대로 쓴다.

### 영문
캡스록 키를 누르고 쓰면 대문자가 나오지만, 그렇지 않고, 이 키를 같이 누르며 쓰는 방법도 있다. 예를 들어 'Korea'란 단어를 쓸 경우 맨 앞이 대문자이기 때문에 Shift+k를 눌러 K(대문자)로 변환하여 쓴다.

## 같이 보기
- 키보드
- ㄲ

1. ↑  Rehr, Darryl, 《Remington No. 2, 1878》, 2009년 10월 26일에 원본 문서에서 보존된 문서
2. ↑  “Remington Standard 2”. 2021년 2월 13일에 원본 문서에서 보존된 문서. 2021년 8월 8일에 확인함.